# Billardiera drummondii
Billardiera drummondii là một loài thực vật có hoa trong họ Pittosporaceae. Loài này được (C.Morren) L.W.Cayzer & Crisp mô tả khoa học đầu tiên năm 2004.